# Bernie Boston
Bernard Norman „Bernie“ Boston (* 18. Mai 1933 in Washington, D.C.; † 22. Januar 2008 in Basye, Virginia) war ein US-amerikanischer Fotograf und Fotojournalist, der vor allem für sein Antikriegs-Foto Flower Power bekannt wurde, das ihm 1967 eine Nominierung für den Pulitzer-Preis für Fotografie einbrachte.

## Leben
Bernard Norman Boston wurde 1933 in Washington, D.C. geboren. Als er 7 Jahre alt war, erhielt er von seinen Eltern seine erste Kamera. 1955 schloss er sein Studium am Rochester Institute of Technology in New York ab und besuchte später die Air Force School of Aviation Medicine. Danach diente er für zwei Jahre in der US Army und war während seines Dienstes in Deutschland als Radiologe in einer medizinischen Einheit stationiert. Nach Ende der Dienstzeit kehrte er in die Staaten zurück und arbeitet dort Fotograf, zunächst freischaffend und dann für verschiedene Zeitungen, unter anderem in Ohio für die Dayton Daily News. Ab 1967 arbeitete er für den The Washington Star, wo er später zum Leiter für Fotografie befördert wurde.
Am 21. Oktober 1967 nahm er bei Protesten gegen den Vietnam-Krieg vor dem Pentagon sein berühmtes Bild Flower Power auf, bei dem Demonstranten Blumen in die Gewehrläufe der aufmarschierten National Guardsman steckten.
1987 wurde er erneut für den Pulitzer-Preis für Fotografie nominiert, diesmal für ein Bild von Coretta Scott King bei der Enthüllung einer Büste ihres Mannes Martin Luther King. Daneben erhielt er zahlreiche weitere Preise, unter anderem von der National Press Photographers Association.
Boston blieb bis beim Washington Star bis zur Insolvenz der Zeitung im Jahr 1981 und wechselte dann zum Washingtoner Büro der Los Angeles Times. 1993 setzte er sich zur Ruhe und zog ins Shenandoah Valley. Im Jahr 2000 erwarb er gemeinsam mit seiner Frau die Zeitung Bryce Mountain Courier.
Am 22. Januar 2008 starb er in seinem Haus in Basye, Virginia an den Folgen von Amyloidose. Er hinterließ seine Ehefrau Peggy Peasley Boston, mit der er in zweiter Ehe 37 Jahre verheiratet war.